# Wojnowice (Kietrz)
Wojnowice (auch Woinowic, deutsch Wanowitz, 1936–1945 Hubertusruh, tschechisch Vojnovice) ist eine Ortschaft in Oberschlesien. Der Ort liegt in der Gmina Kietrz im Powiat Głubczycki in der Woiwodschaft Oppeln in Polen.

## Geographie

### Geographische Lage
Das Angerdorf Wojnowice liegt zehn Kilometer nordwestlich des Gemeindesitzes Kietrz, zwölf Kilometer südöstlich der Kreisstadt Głubczyce (Leobschütz) sowie 75 Kilometer südlich der Woiwodschaftshauptstadt Opole (Oppeln). Der Ort liegt in der Nizina Śląska (Schlesische Tiefebene) innerhalb der Płaskowyż Głubczycki (Leobschützer Lößhügelland). Wojnowice
liegt an der Troja.

### Nachbarorte
Nachbarorte von Wojnowice sind im Westen Włodzienin (Bladen), im Nordosten Sucha Psina (Zauchwitz), im Südosten Rogożany (Rosen) sowie im Südwesten Dzbańce (Krug).

## Geschichte

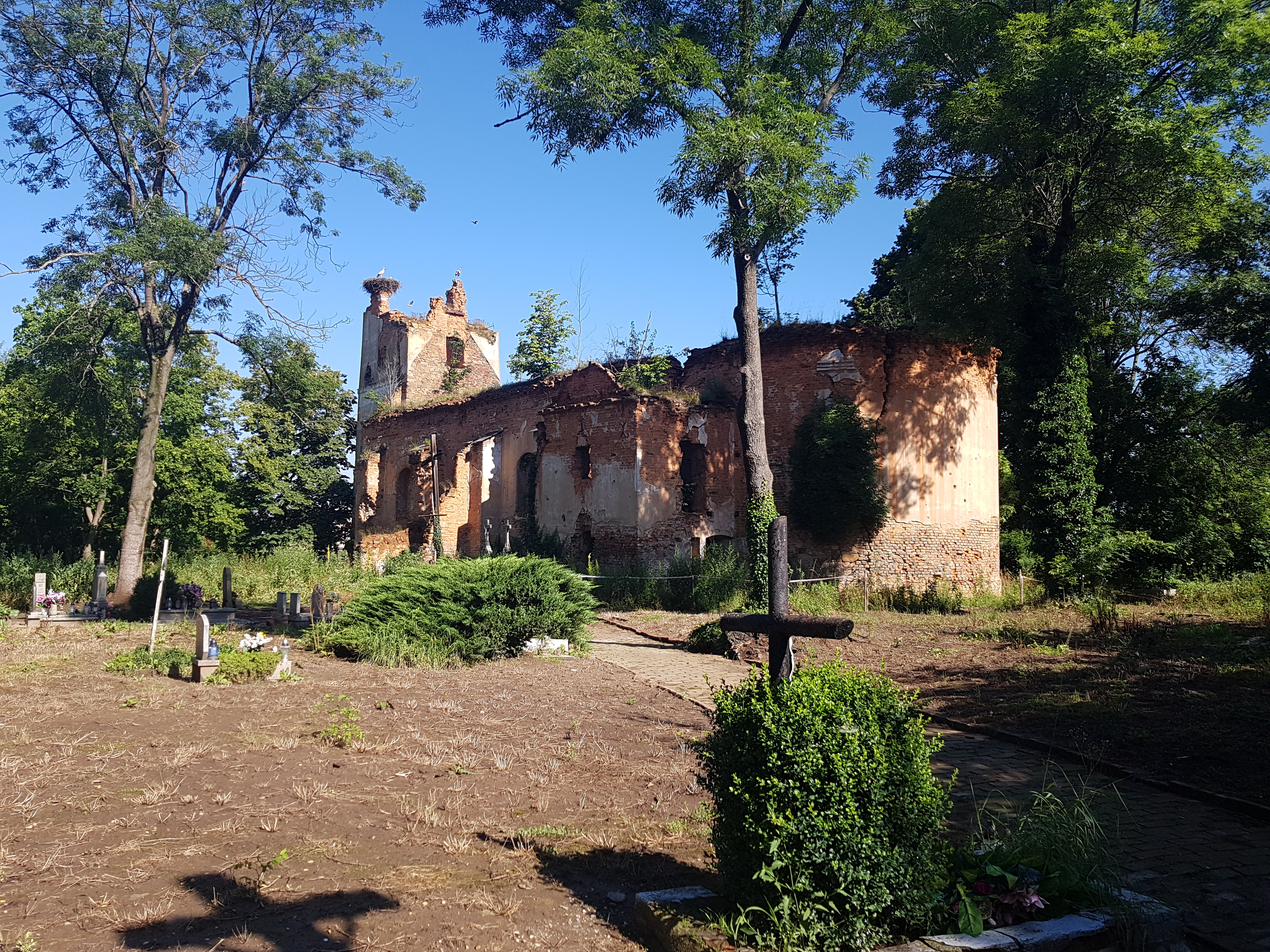
Ruine der ehemaligen Pfarrkirche St. Simon und Judas

Der Ort wurde 1294 erstmals als Woianowicz erwähnt. 1377 erfolgte eine Erwähnung als Woinowicz. Der Ortsname leitet sich vom altslavischen PersonennamenWojan ab, die Niederlassung des Wojan. Im 15. Jahrhundert entstand eine Kirche im Ort.
1723 zählte der Ort einen Müller, einen Richter, 28 Bauern und 15 Hütten. Nach dem Ersten Schlesischen Krieg 1742 fiel Wanowitz mit dem größten Teil Schlesiens an Preußen.
Am 23. April 1800 brannte die katholische Pfarrkirche nieder. Zwischen 1806 und 1807 wurde die Kirche wieder aufgebaut. Nach der Neuorganisation der Provinz Schlesien gehörte die Landgemeinde Wanowitz ab 1816 zum Landkreis Leobschütz im Regierungsbezirk Oppeln. 1832 wurde im Dorf ein neues Schulgebäude errichtet. 1845 bestanden im Dorf eine katholische Pfarrkirche, eine katholische Schule, eine Brennerei, einer Wassermühle, eine Brauerei, eine Windmühle und 214 Häuser. Im gleichen Jahr lebten in Wanowitz 1297 Menschen, davon 130 evangelisch. 1861 zählte Wanowitz 31 Bauern-, 44 Gärtner- und 123 Häuslerstellen. 1874 wurde der Amtsbezirk Bladen gegründet, welcher die Landgemeinden Bladen, Josefsthal und Wanowitz und den Gutsbezirk Bladen umfasste.
Bei der Volksabstimmung in Oberschlesien am 20. März 1921 stimmten in Wanowitz 1165 Personen für einen Verbleib bei Deutschland und 3 für Polen. Wanowitz verblieb wie der gesamte Stimmkreis Leobschütz beim Deutschen Reich. 1933 zählte der Ort 1192 Einwohner. Am 28. Juli 1936 wurde der Ortsname in Hubertsruh umbenannt. 1939 zählte Hubertusruh 1145 Einwohner. Bis 1945 gehörte der Ort zum Landkreis Leobschütz. Am 18. März 1945 flüchtete die Bevölkerung in Richtung Sudetenland. Durch Kampfhandlungen im Ort wurde ein Großteil der dörflichen Bebauung zerstört, darunter auch die katholische Pfarrkirche.
1945 kam der bisher deutsche Ort unter polnische Verwaltung, wurde in Wojnowice umbenannt und der Woiwodschaft Schlesien angeschlossen. Im Sommer 1946 wurde die deutsche Bevölkerung des Ortes über den Bahnhof von Leobschütz vertrieben. 1950 wurde Wojnowice der Woiwodschaft Oppeln zugeteilt. 1999 wurde es Teil des wiedergegründeten Powiat Głubczycki.

## Sehenswürdigkeiten

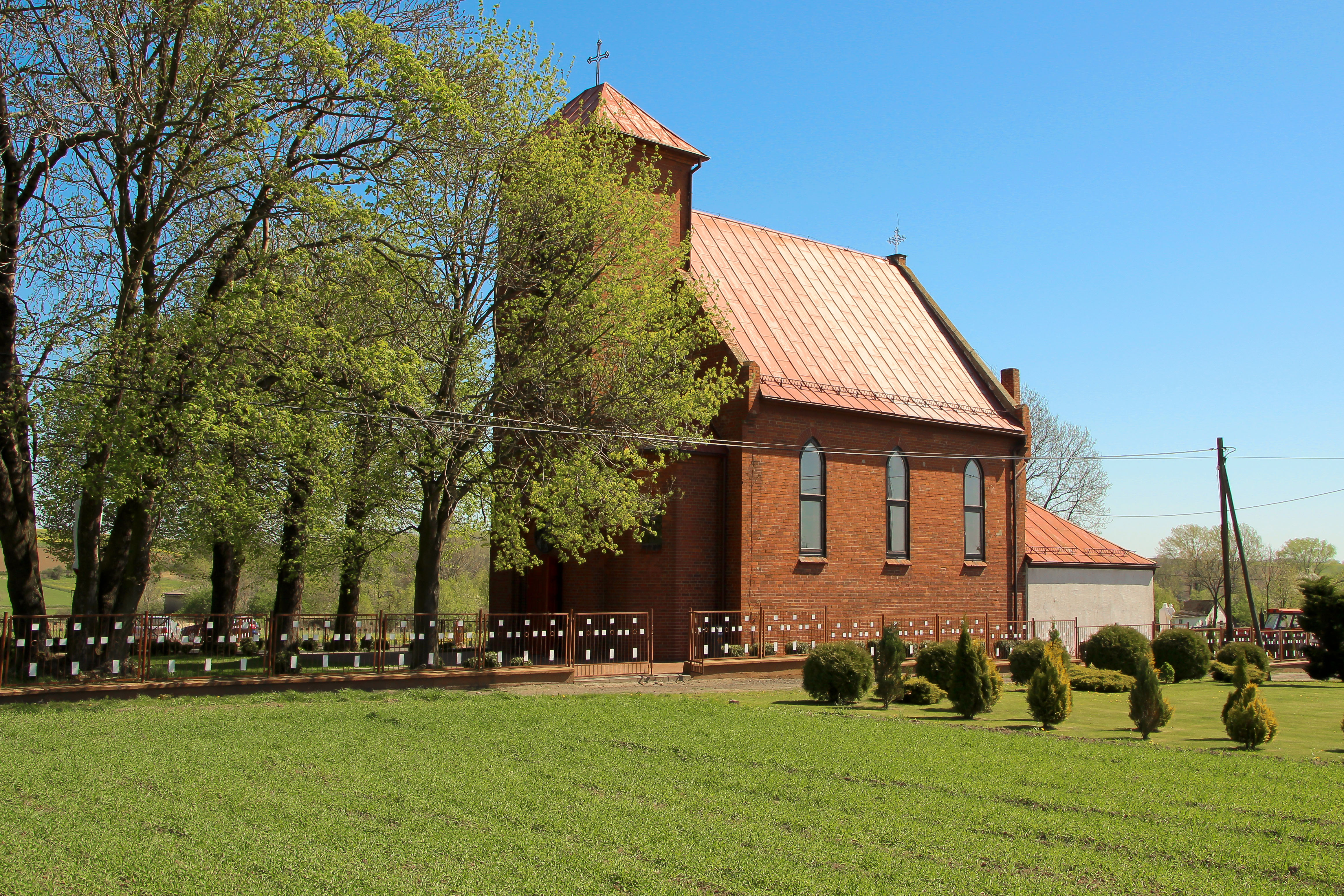
St. Josef

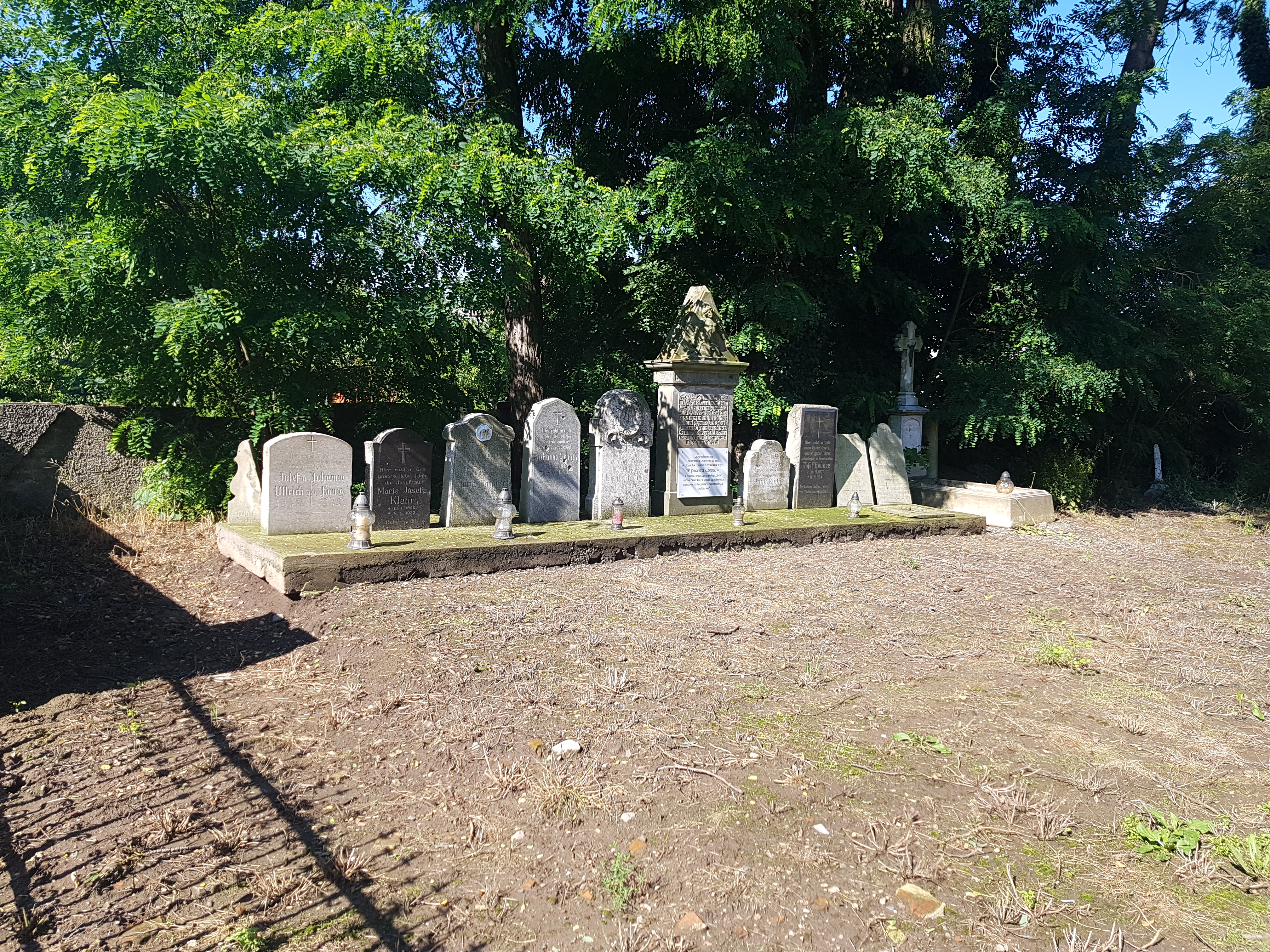
Erhaltene deutsche Gräber auf dem Dorffriedhof

- Die römisch-katholische Simon-und-Judas-Kirche (poln. Kościół św. Szymona i Judy) bestand bereits im 15. Jahrhundert. Am 23. April 1800 brannte der Kirchenbau nieder und wurde zwischen 1806 und 1807 neu errichtet. Im März 1945 wurde die Kirche zerstört und brannte komplett nieder. Bis heute stehen nur die Außenmauern der Kirche.
- Die römisch-katholische Josefskirche (poln. Kościół św. Józefa Robotnika) diente bis 1945 der protestantischen Gemeinde im Ort. Der markante Kirchturm wurde im Frühjahr 1945 zerstört.[9]
- Dorffriedhof mit erhaltenen Denkmälern aus deutscher Zeit
- Reste des Gefallenendenkmals
- Steinernes Wegekreuz

## Vereine
- Freiwillige Feuerwehr OSP Wojnowice
- Sportverein Pogoń Wojnowice
- Landfrauenverein
- Angelverein Tinka-Tinka

## Söhne und Töchter des Ortes
- Joseph Edward von Gillern (1794–1845), deutscher Maler und Porträtist
- Franz Karger (1877–1943), deutscher Politiker
- Richard Preiß (1902–nach 1945), deutscher Politiker (NSDAP), Mitglied des Preußischen Landtages und des Reichstages